# العلاقات الإثيوبية الهندوراسية
العلاقات الإثيوبية الهندوراسية هي العلاقات الثنائية التي تجمع بين إثيوبيا وهندوراس.

## مقارنة بين البلدين
هذه مقارنة عامة ومرجعية للدولتين:
| وجه المقارنة                                              | إثيوبيا                        | هندوراس          |
| --------------------------------------------------------- | ------------------------------ | ---------------- |
| المساحة (كم2)                                             | 1.10 مليون                     | 112.49 ألف       |
| عدد السكان (نسمة)                                         | 104.96 مليون                   | 9.27 مليون       |
| الكثافة السكانية (ن./كم²)                                 | 95.42                          | 82.41            |
| العاصمة                                                   | أديس أبابا                     | تيغوسيغالبا      |
| اللغة الرسمية                                             | اللغة الأمهرية                 | اللغة الإسبانية  |
| العملة                                                    | بير إثيوبي                     | لمبيرة هندوراسية |
| الناتج المحلي الإجمالي (بليون دولار)                      | 80.56 مليار                    | 22.98 مليار      |
| الناتج المحلي الإجمالي (تعادل القوة الشرائية) بليون دولار | 161.90 مليار                   | 41.14 مليار      |
| الناتج المحلي الإجمالي الاسمي للفرد دولار أمريكي          | 619                            | 2.53 ألف         |
| الناتج المحلي الإجمالي للفرد دولار أمريكي                 | 1.50 ألف                       | 4.91 ألف         |
| مؤشر التنمية البشرية                                      | 0.442                          | 0.606            |
| رمز المكالمات الدولي                                      | +251                           | +504             |
| رمز الإنترنت                                              | .et                            | .hn              |
| المنطقة الزمنية                                           | ت ع م+03:00، توقيت شرق أفريقيا | 00               |

## منظمات دولية مشتركة
يشترك البلدان في عضوية مجموعة من المنظمات الدولية، منها:
| علم المنظمة | اسم المنظمة                        | تاريخ انضمام إثيوبيا | تاريخ انضمام هندوراس |
| ----------- | ---------------------------------- | -------------------- | -------------------- |
|             | الاتحاد البريدي العالمي            | ?                    | ?                    |
|             | مؤسسة التنمية الدولية              | 11 أبريل 1961        | 23 ديسمبر 1960       |
|             | منظمة حظر الأسلحة الكيميائية       | ?                    | ?                    |
|             | الأمم المتحدة                      | 13 نوفمبر 1945       | 17 ديسمبر 1945       |
|             | وكالة ضمان الاستثمار متعدد الأطراف | 13 أغسطس 1991        | 30 يونيو 1992        |
|             | منظمة الشرطة الجنائية الدولية      | ?                    | ?                    |
|             | مؤسسة التمويل الدولية              | 20 يوليو 1956        | 20 يوليو 1956        |
|             | البنك الدولي للإنشاء والتعمير      | 27 ديسمبر 1945       | 27 ديسمبر 1945       |
|             | الاتحاد الدولي للاتصالات           | 20 فبراير 1932       | 27 أكتوبر 1925       |
|             | الفريق المعني برصد الأرض           | ?                    | ?                    |
|             | يونسكو                             | 1 يوليو 1955         | 16 ديسمبر 1947       |

## وصلات خارجية
- موقع وزارة الخارجية الإثيوبية
- موقع وزارة الخارجية الهندوراسية